# جان ماري كوك
جان ماري كوك (بالفرنسية: Jean-Marie Cuoq)‏ مواليد 21 سبتمبر 1967، هو سائق راليات فرنسي بدأ مسيرته في سنة 2007. كان أول رالي له هو رالي مونت كارلو 2007. شارك في بطولة العالم للراليات.

## روابط خارجية
- جان ماري كوك على موقع Rallye-info.com (الإنجليزية)
- جان ماري كوك على موقع eWRC-results.com (الإنجليزية)